# Primera Iglesia Bautista de América
La Primera Iglesia Bautista de América es la Primera Iglesia Bautista de Providence, Rhode Island, también conocida como la Primera Casa de Reunión Bautista. Es la iglesia bautista más antigua de la congregación de los Estados Unidos, fundada en 1638 por Roger Williams en la ciudad de Providence, la capital del estado de Rhode Island (Estados Unidos). El actual edificio de la iglesia se construyó entre 1774 y 75 y celebró sus primeras reuniones en mayo de 1775. Se encuentra en el 75 de North Main Street, en el barrio de College Hill de Providence. Fue designada Hito Histórico Nacional en 1960.

## Historia
Roger Williams llevaba casi un año celebrando servicios religiosos en su casa, después de la fundación de Providence en 1636, antes de convertir su congregación en una iglesia bautista en 1638.  Durante los siguientes sesenta años, la congregación se reunía en las casas de los congregantes, o al aire libre cuando el tiempo era agradable. Durante la mayor parte del siglo XVII, los bautistas de Rhode Island se negaron a construir casas de reunión porque consideraban que tales edificios reflejaban vanidad. Sin embargo, con el tiempo llegaron a ver la utilidad de algún lugar de reunión, y erigieron casas de reunión de estilo muy sencillo, como las de los cuáqueros.
Roger Williams era un calvinista, pero a los pocos años de su fundación, la congregación se volvió más arminiana, y era claramente una iglesia bautista general de seis principios en 1652. Siguió siendo una iglesia bautista general hasta que volvió a migrar a una variedad de calvinismo bajo el liderazgo de James Manning en la década de 1770. Tras Williams como pastor de la iglesia estuvo Chad Brown, fundador de la famosa familia Brown de Rhode Island. Varias calles de Providence llevan los nombres de los pastores de la Primera Iglesia Bautista, como Williams, Brown, Gregory Dexter, Thomas Olney, William Wickenden, Manning y Stephen Gano. En 1700, Pardon Tillinghast construyó el primer edificio de la iglesia, una estructura de 400 pies cuadrados (37,2 m²), cerca de la esquina de las calles Smith y North Main. En 1711 donó el edificio y el terreno a la iglesia en una escritura que describía la iglesia como bautista general de seis principios en la teología. En 1736 la congregación construyó su segunda casa de reuniones en un terreno contiguo, en la esquina de las calles Smith y North Main. Este edificio tenía unos 40 × 40 pies cuadrados (es decir, 1600 pies cuadrados (148,6 m²)).
Cuando se construyó en 1774-75, la actual casa de reuniones representaba un cambio radical del estilo tradicional de las casas de reuniones bautistas. Fue la primera casa de reuniones bautista en tener un campana y una campana, lo que la hacía más parecida a los edificios de las iglesias anglicanas y congregacionales. Los constructores formaban parte de un movimiento entre los bautistas de los centros urbanos de Boston, Newport, Nueva York y Filadelfia para dar respetabilidad y reconocimiento a los bautistas.

### Construcción, alteraciones y designaciones
La construcción de la iglesia comenzó en el verano de 1774; en su momento, el proyecto fue el mayor proyecto de construcción jamás intentado en Nueva Inglaterra. Debido al cierre de los puertos de Massachusetts por parte de los británicos como castigo por la Fiesta del Té de Boston, los constructores de barcos y carpinteros desempleados acudieron a Providence para trabajar en la casa de reuniones. La parte principal de la casa de reuniones se dedicó a mediados de mayo de 1775, y el campanario se erigió en tres días y medio durante la primera semana de junio.
Las adiciones notables a la casa de reuniones han incluido un candelabro de cristal de Waterford dado por Hope Brown Ives (1792), un gran órgano de tubos regalado por su hermano Nicholas Brown Jr., el más joven (1834); la adición de salas para la escuela dominical, una sala de confraternidad y oficinas en el nivel inferior (1819-59), y una adición en el extremo este de la casa de reuniones para acomodar un baptisterio interior. (1884). La adición de 1884 incluía una gran vidriera que pronto se consideró inapropiada y se cerró.
En 1957, John D. Rockefeller Jr. financió una restauración que eliminó los añadidos victorianos del edificio, devolviendo gran parte del interior de la iglesia a su aspecto original.
En el interior, destaca la ausencia de una galería construida originalmente en el lado oeste de la iglesia para ser utilizada por los esclavos y los residentes negros libres de Providence.
El edificio fue designado como National Historic Landmark en 1960, y se incluyó en el National Register of Historic Places en 1966.

### Asociación con la Universidad de Brown
La creación de un ministerio educado y la fundación de una universidad fueron elementos centrales del movimiento para lograr un mayor reconocimiento y crecimiento. La Asociación de Iglesias Bautistas de Filadelfia envió al Dr. James Manning a Rhode Island para fundar el colegio en la colonia de Rhode Island y Providence Plantations (más tarde rebautizado como Brown University) en 1764. Comenzando en Warren, el colegio se trasladó a Providence en 1770. El presidente del colegio, Manning, fue llamado a ser el pastor de la iglesia de Providence en 1771. Durante su ministerio se erigió la actual Meeting House "para el culto público a Dios Todopoderoso y también para celebrar la graduación en ella". Los posteriores presidentes de Brown Jonathan Maxcy y Francis Wayland también sirvieron como ministros en la iglesia.
La familia Brown, que pronto dio su nombre a la universidad, eran miembros destacados de la iglesia y descendientes de sus fundadores y de los de la Colonia de Rhode Island (el segundo pastor de la congregación después de Roger Williams fue Chad Brown). Aunque la universidad es ahora secular, en honor a su historia y tradición, la casa de reuniones sigue siendo utilizada, como lo ha sido desde 1776, como el sitio de la graduación de la Universidad Brown.

## Arquitectura
El edificio fue diseñado por el astrónomo y arquitecto aficionado Joseph Brown. El diseño de Brown se inspiró en gran medida en los diseños que el arquitecto inglés James Gibbs publicó en su Libro de Arquitectura de 1728. El campanario de la iglesia, por ejemplo, es una ejecución exacta de uno de los tres diseños no construidos de la aguja de St Martin-in-the-Fields.

## Actualmente
Además de los servicios religiosos semanales, en la Meeting House se celebran conciertos, charlas y conferencias de artistas, intérpretes, académicos y funcionarios electos de renombre mundial. La Universidad de Brown celebra los servicios de graduación de su universidad en la casa de reuniones.
En 2001, el profesor de Historia J. Stanley Lemons escribió una historia de la iglesia, titulada "First: The History of the First Baptist Church in America

## Afiliaciones
La Primera Iglesia Bautista de América está afiliada a las Iglesias Bautistas Americanas de Rhode Island (ABCORI) y a las Iglesias Bautistas Americanas USA (ABCUSA). La iglesia apoya activamente el Consejo Estatal de Iglesias de Rhode Island, el Consejo Nacional de Iglesias, la Alianza Mundial Bautista y el Comité Conjunto Bautista para la Libertad Religiosa. Muchos miembros han servido en varios puestos denominacionales, académicos y en escuelas de divinidad, incluyendo la presidencia de la Universidad de Brown.

## Galería

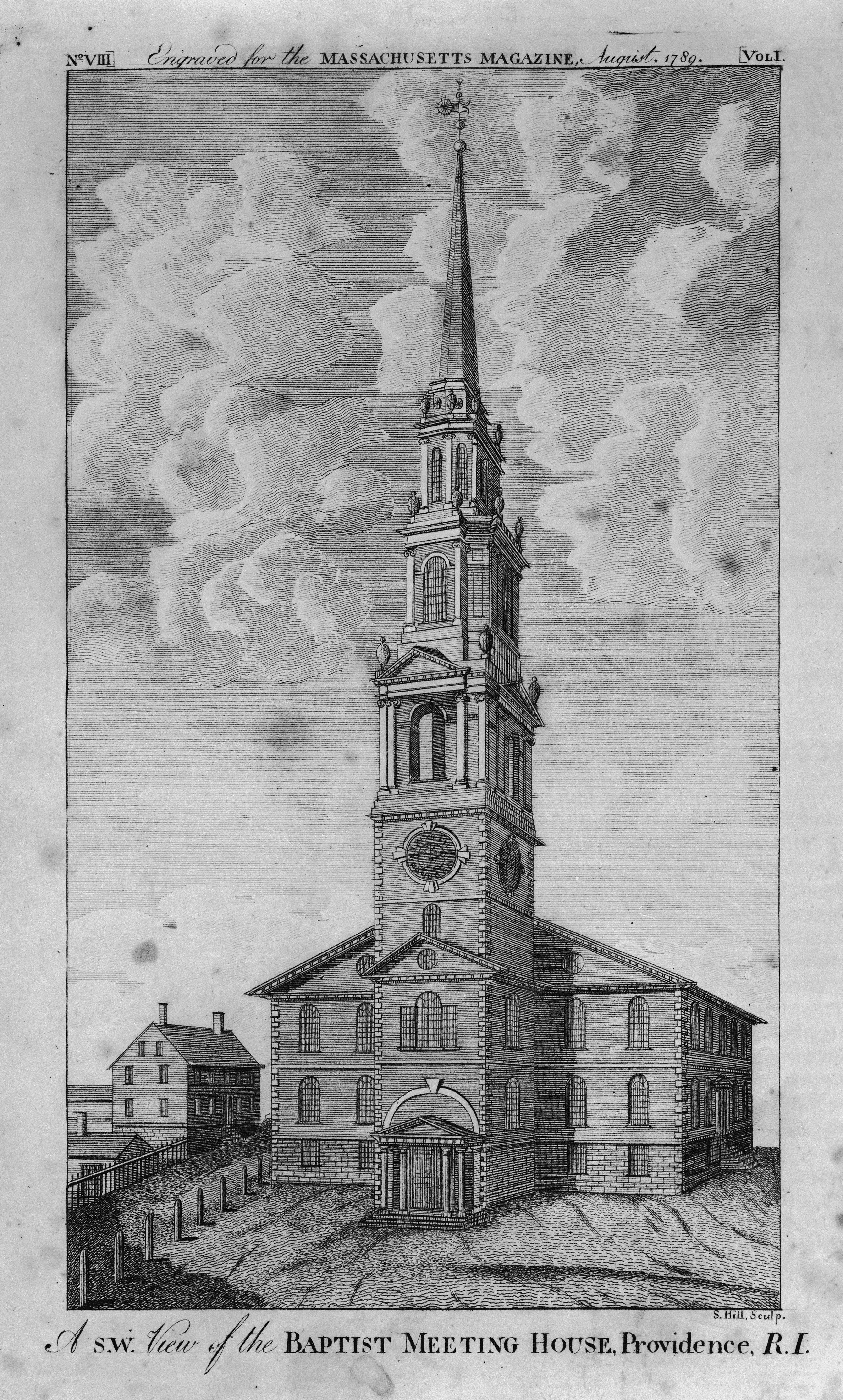
Este grabado de 1789 de la iglesia fue la primera imagen publicada de la Providencia
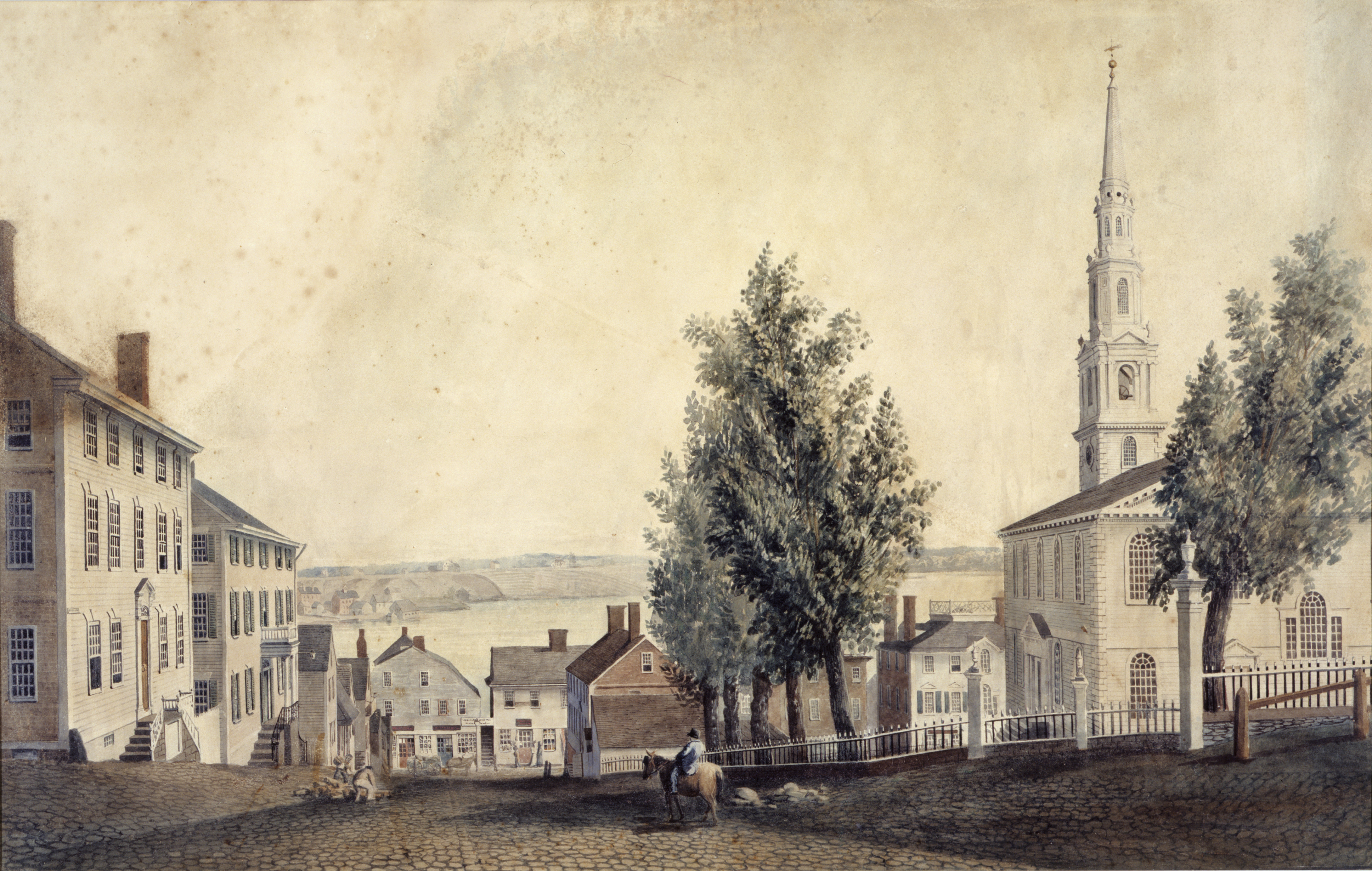
Esta pintura de 1822 representa la iglesia y los edificios circundantes.
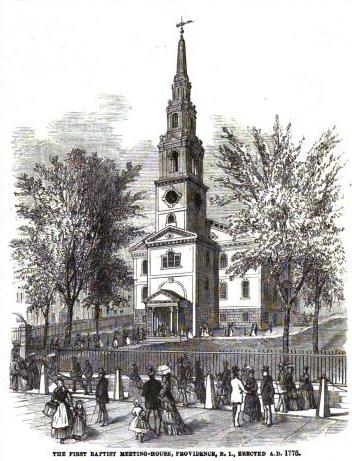
Revista dominical ilustrada de Frank Leslie , 1877
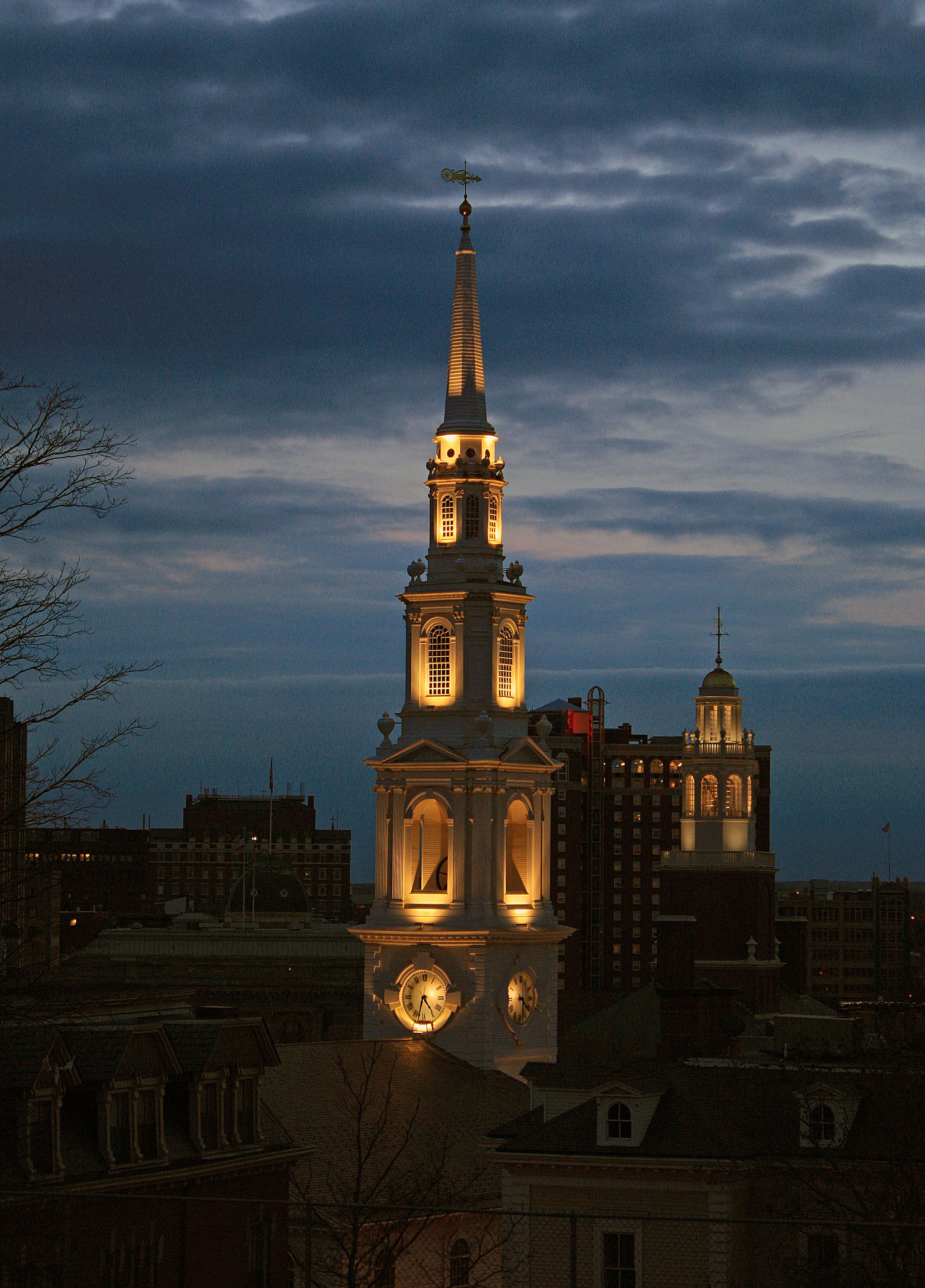
Una vista nocturna del campanario iluminado del edificio
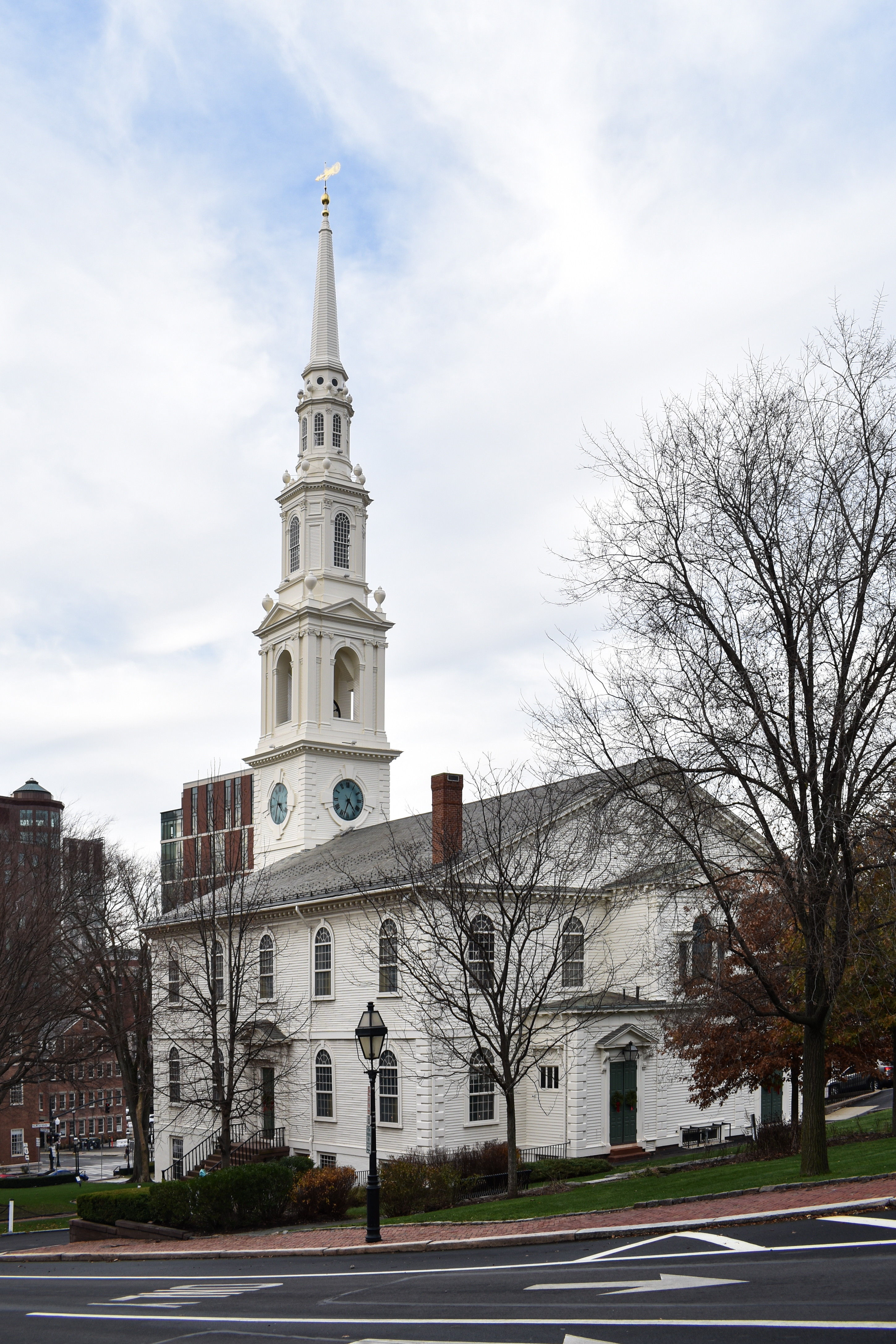
La iglesia de la parte trasera
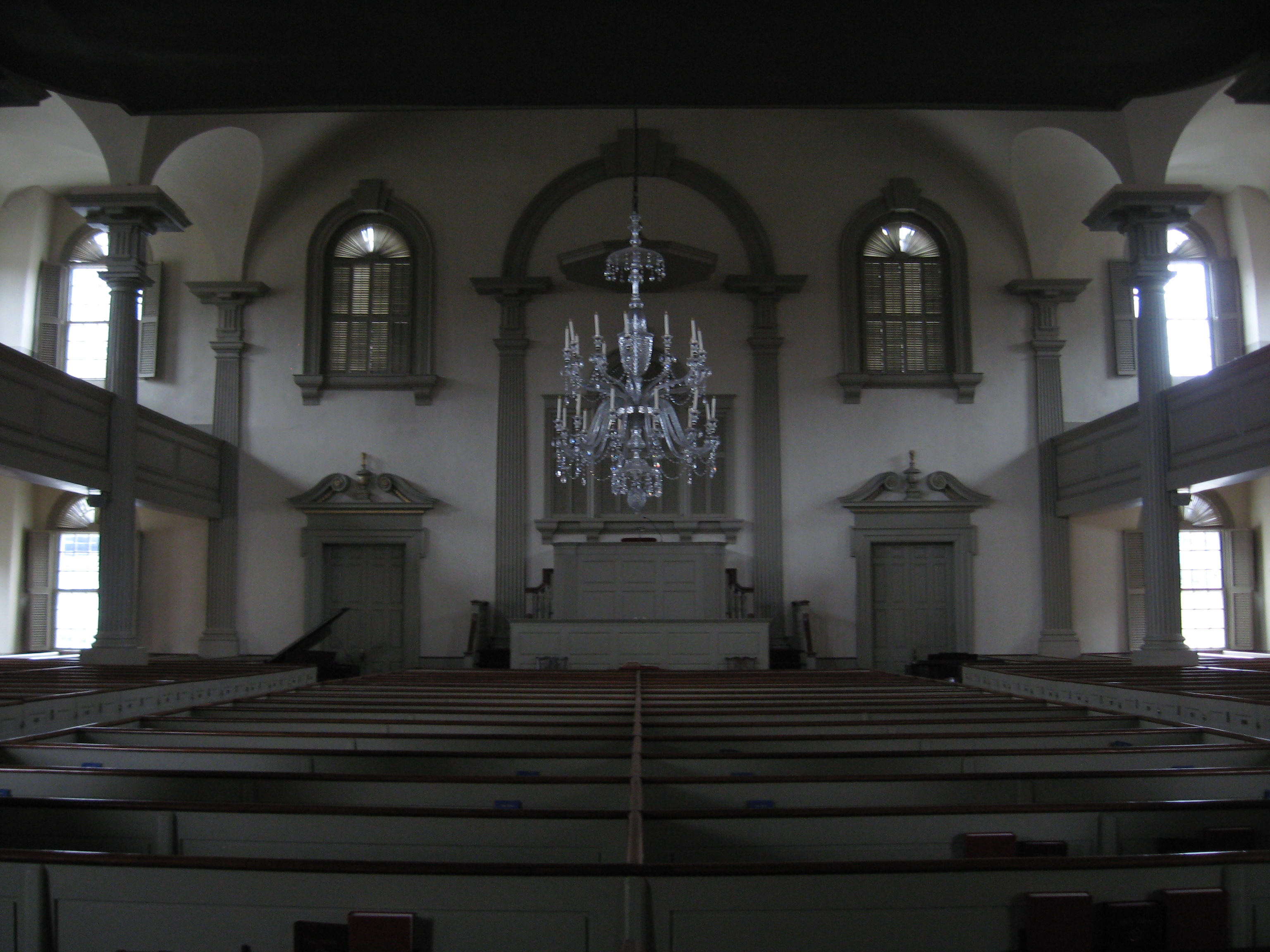
Interior del edificio
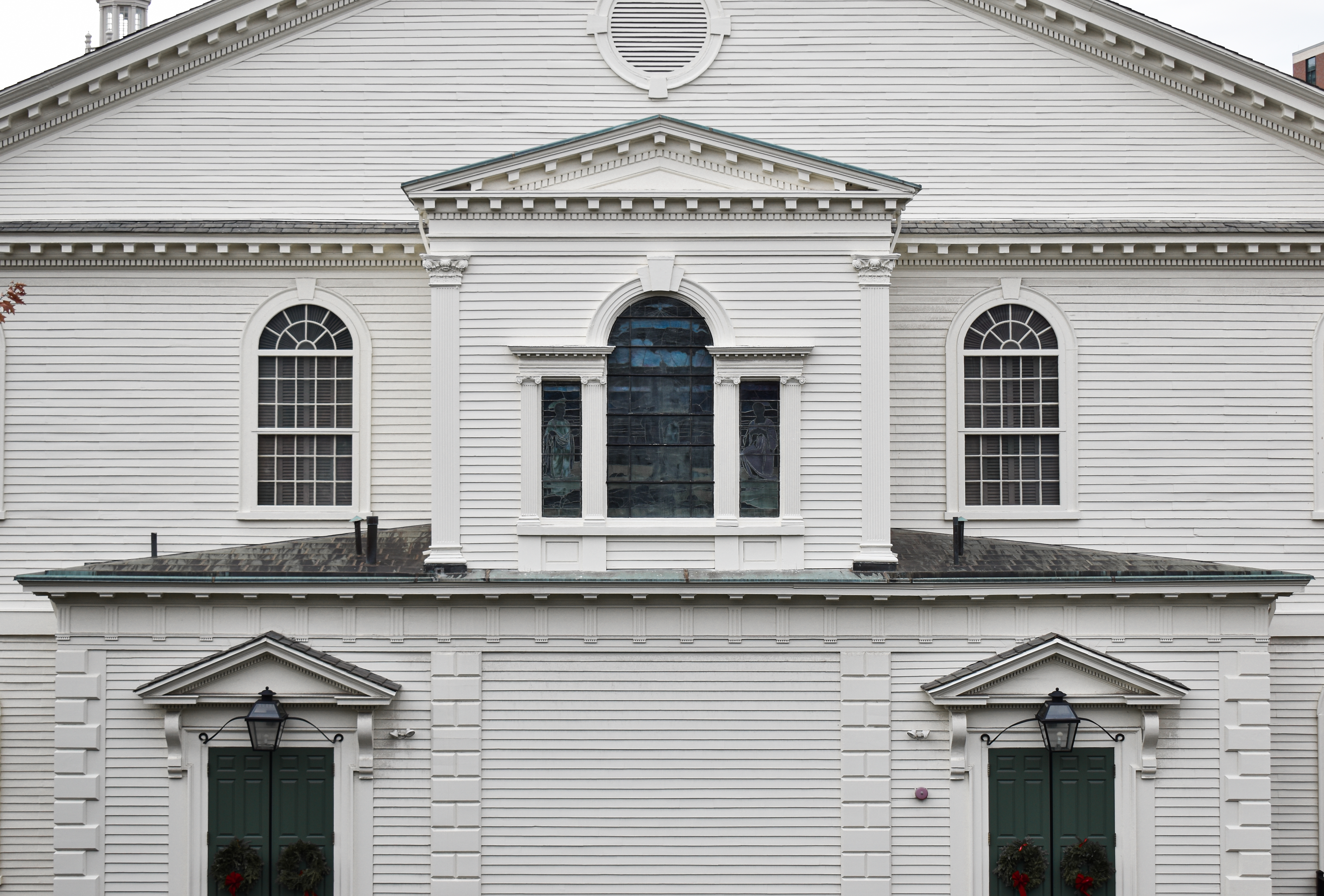
Parte trasera del edificio muestra la adición de 1884.

## Ministros establecidos (a veces pastores simultáneos)
- Roger Williams, 1638–39
- Chad Brown, 1639 – before 1650
- Thomas Olney, 1639–1652
- William Wickenden, 1642–1670
- Gregory Dexter, 1654–1700
- Pardon Tillinghast, 1681–1718
- Ebenezer Jenckes 1719–1726
- James Colvin 1725-1755
- James Brown 1726–1732
- Samuel Winsor, 1733–1758
- Thomas Burlingame 1733–1764
- Samuel Winsor Jr, 1759–1771
- James Manning, 1771–1791
- John Stanford, 1788–1789
- Jonathan Maxcy, 1791–1792
- Stephen Gano MD, 1792–1828
- Robert Pattison, 1830–36
- William Hague, 1837–40
- Robert Pattison, 1840–1842
- James Granger, 1842–1857
- Francis Wayland, 1857–1858
- Samuel Caldwell, 1858–1873
- Edward G. Taylor, 1875–1881
- Thomas Edwin Brown, 1882–1890
- Henry Melville King, 1891–1906
- Elijah Abraham Hanley, 1907–1911
- John F. Vichert, 1912–1916
- Albert B. Cohoe, 1916–1920
- Arthur W. Cleaves, 1922–1940
- Albert C. Thomas, 1941–1954
- Homer L. Trickett, 1955–1970
- Robert G. Withers, 1971–1975
- Richard D. Bausman, 1976–1982
- Orland L. Tibbetts, 1983–1986
- Dwight M. Lundgren, 1983–1996
- Kate Harvey Penfield, 1987–1995
- Clifford R. Hockensmith, 1997–1999
- James C. Miller, 2000–2005
- Dan Ivins, 2006–2014
- Jamie P. Washam, 2015–